# Alleinspiel
Ein Alleinspiel oder Solospiel ist eine Form des Spielens, bei der ohne Spielpartner gespielt wird bzw. bei dem einer der Spieler als Einzelspieler gegen alle anderen Mitspieler antritt. Das Allein- oder Solospiel gibt es im Freien Kinderspiel, bei den Bewegungsspielen, den Gesellschaftsspielen, im Rahmen der Sportspiele wie in der Musikszene. 

## Begriff
Die Begriffe ‚Alleinspiel’ und ‚Solospiel’ finden sich im Spielbereich in unterschiedlichen Bedeutungen: ‚Alleinspiel’ bezeichnet einerseits eine Spielform, an der nur eine Einzelperson beteiligt ist. Diese Spielweise ist entwicklungspsychologisch charakteristisch für die erste Phase des kindlichen Spielens, das selbstgenügsame, mit sich selbst beschäftigte Spielen. Sie bestimmt aber auch in späteren Phasen noch das Spielgeschehen, wenn Spielende sich ohne einen Spielpartner spielerisch betätigen, wie etwa beim Kartenspiel Patience. Solche meist zum Zeitvertreib oder zur Entspannung genutzten Spielformen werden im Englischen auch als „Solitaire“ bezeichnet. Bekannt sind zudem Formen des mechanischen Alleinspielzeugs wie das Kugellabyrinth.
In einem anderen Sinne finden die Begriffe Allein- oder Solospiel im Rahmen des Regelwerks verschiedener Sport- und Gesellschaftsspiele Verwendung, etwa bei den Rückhandspielen im Sport oder bei verschiedenen Kartenspielen. Sie kennzeichnen dort, dass ein Spieler eine eigene Partei bildet gegen andere Mitspieler. In Sportspielen wie Tennis, Tischtennis, Squash oder Badminton wird im Unterschied zum sogenannten Doppel auch von einem Einzel oder Einzelspiel gesprochen, wenn zwei Spieler als gegnerische Parteien gegeneinander antreten. Künstler der Musikszene können sich durch ihr virtuoses Solospiel in Phasen aus dem Orchester hervorheben, aber auch in einem Soloauftritt gänzlich ohne Begleitinstrumente auskommen.

## Erscheinungsformen

### Alleinspiel als Sozialform

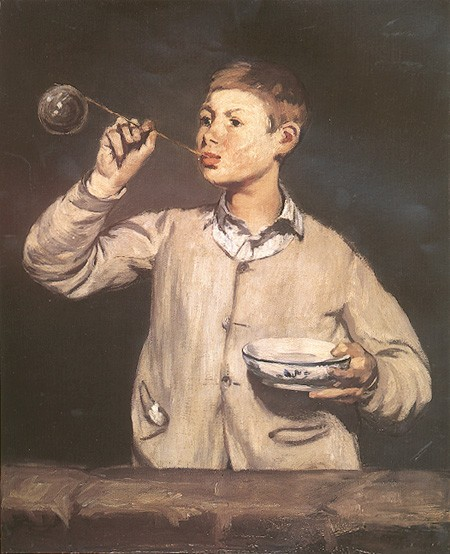
Seifenblasenspiel, Gemälde von Edouard Manet (1867)

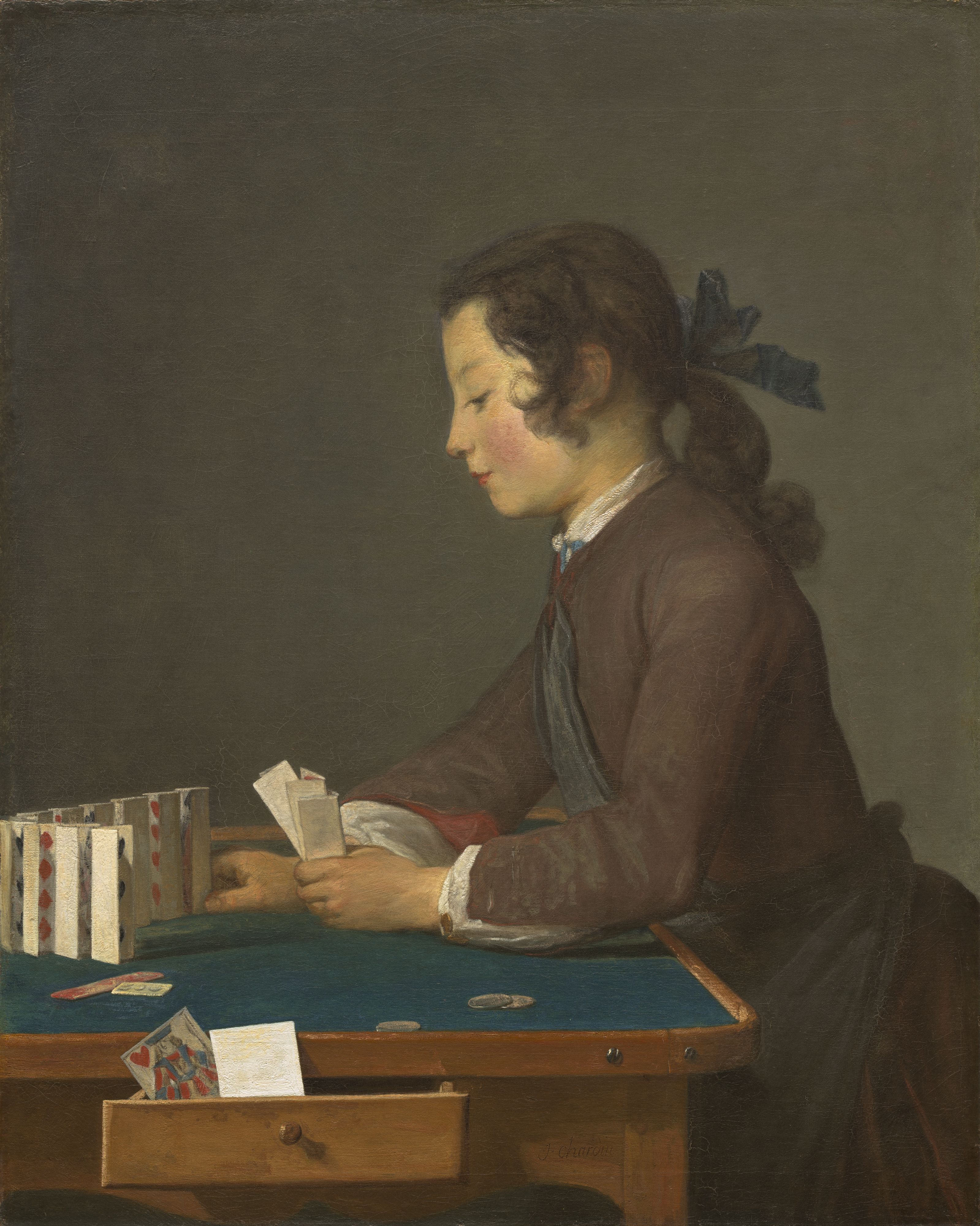
Alleinspiel ‚Kartenhaus’, Gemälde von Jean Siméon Chardin (1736)

Die Spielentwicklung des Kindes beginnt in der Sozialform des Alleinspiels. Charakteristische Ausdrucksformen des frühkindlichen Spielens bis ins erste und zweite Lebensjahr sind die sogenannten Funktionsspiele: Das Kind hantiert mit Gegenständen, spielt mit dem eigenen Körper und mit der eigenen Stimme, untersucht im Krabbelalter Objekte im Raum und geht nach eher undifferenziertem Gebrauch einzelner Spielgegenstände allmählich zu kombinatorischer Verwendung mehrerer Gegenstände über.  Die österreichische Kinderpädagogin Hildegard Hetzer meint zu dieser ersten Phase des Spielens: Kinder setzen sich spielend mit sich selbst auseinander. Spielgegenstand ist die eigene Person. Sie spielen mit ihren Bewegungen, mit ihren wahrnehmenden Sinnen, mit ihrem Körper, mit ihren psychischen Inhalten und psychischen Operationen, z. B. mit ihren Vorstellungen.

### Alleinspiel als Regelbestandteil
Als Regelbestandteil findet sich das Alleinspiel in verschiedenen Gesellschaftsspielen. Beim Skat etwa wird der Alleinspieler, der gegen die beiden anderen Mitspieler antritt, durch das sogenannte „Reizen“ herausgefunden. Wer dabei die höheren Spielwerte nennt, bekommt als sogenannter „Solist“ das Recht auf das Alleinspiel. Er darf die Art des Spiels bestimmen, etwa, ob er ein Grand spielen will oder welche Farbe als Trumpf gelten soll. Er hat als Alleinspieler die Chance auf einen höheren Punktegewinn. Auch beim Schafkopf ist ein Solospiel möglich, wobei ein Alleinspieler gegen die drei Mitspieler antritt. Beim Doppelkopf bildet der Alleinspieler die sogenannte „Re-Partei“, in der er sein Solo gegen die „Kontra-Partei“ der drei anderen Spieler bestreitet. Die Turnierregeln unterscheiden eine Reihe unterschiedlicher Soli.

## Impulsgeber
Impulsgeber für das allein spielende Kind sind nach Darstellung der Spieldidaktiker Siegbert Warwitz und Anita Rudolf einerseits das aus dem Spieltrieb des Kindes erwachsende „Spielbedürfnis“ und andererseits der von der Umwelt ausgehende „Aufforderungscharakter“. Beide müssen vorhanden sein, aufeinandertreffen und miteinander harmonieren, damit Spiel entstehen kann: Erst im Zusammenfinden von Außenreiz und Spiellaune kommt es zum Spiel. Die Neugier, der Erkundungstrieb, der Bewegungsdrang, der Spieltrieb oder das Abenteuerverlangen sind dabei im Kinde vorstrukturierte Antriebskräfte, und die Umwelt bietet dazu eine Fülle motivierender Reize wie Gelände, Materialien, Geräte, Menschen, Tiere, Situationen, Problemstellungen oder Fantasiekonstrukte. So entstehen Bewegungsspiele wie das Kästchenhüpfen, Wandspiele wie die Ballprobe, Wahrnehmungsspiele, Konstruktionsspiele, Abenteuerspiele oder verschiedene Kartenlege- und Brettspiele, die das Kind schon früh in Eigenregie unternimmt.

## Pädagogische Einordnung
Das Alleinspiel hat seine unbestrittene Funktion im Kleinkindstadium. In späteren Phasen der Spielentwicklung konkurriert es jedoch mit anderen, sozial ausgerichteten Spielformen wie dem Gemeinschaftsspiel, dem Sozialspiel, dem Partnerspiel, dem Parteienspiel oder dem Mannschaftsspiel und wird in der Spielpädagogik entsprechend in seiner erweiterten Rolle diskutiert: So resumierte bereits im 19. Jahrhundert der Leipziger Hochschullehrer Daniel Gottlob Moritz Schreber: Es ist demnach nicht zu verkennen, dass Beides, sowohl die Beschäftigung des Kindes mit sich selbst, das Alleinspielen, als der Umgang mit anderen Kindern, das gemeinschaftliche Spielen, gleich wichtige Vortheile bietet, dass Beides gleich nothwendige Lebensbedürfnisse sind.
Der Spielpädagoge Wolfgang Einsiedler greift diese Diskussion und Bewertung in neuerer Zeit noch einmal auf mit dem Hinweis: Was das Problem des einseitigen Alleinspiels betrifft, gibt es seit längerem Empfehlungen, isolierte Kinder in das Sozialspiel zu integrieren. [. . .] Am besten wird der Erzieher versuchen, jede Einseitigkeit hinsichtlich der drei Formen Sozialspiel ohne Erwachsene, Sozialspiel mit Erwachsenen und Alleinspiel abzubauen [. . .].